# 8256 Shenzhou
A 8256 Shenzhou (ideiglenes jelöléssel 1981 UZ9) egy marsközeli kisbolygó. A Bíbor-hegyi Obszervatórium fedezte fel 1981. október 25-én.